# Exposição Universal de 2000

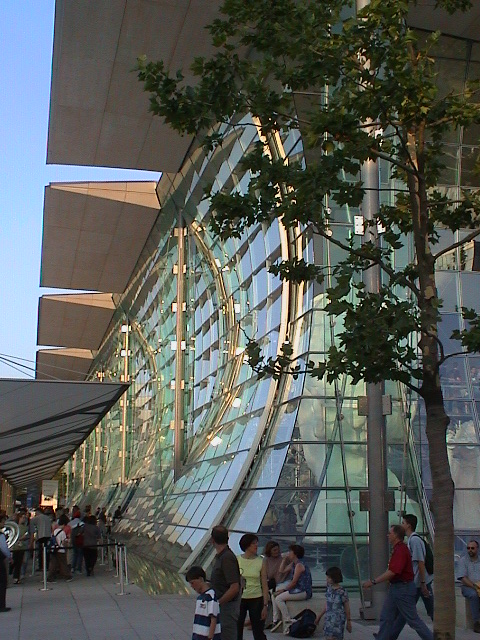
Pavilhão da Alemanha.

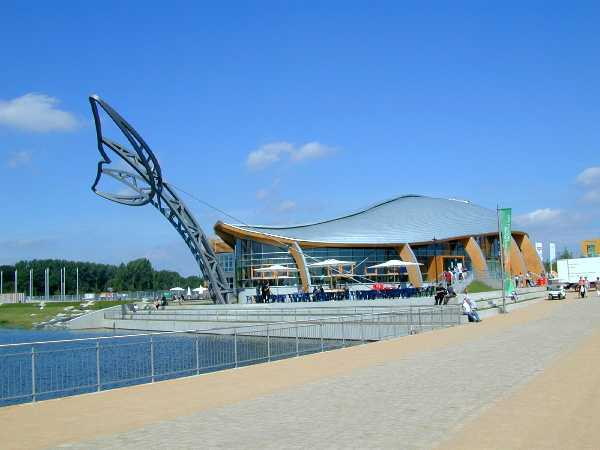
Pavilhão da Esperança (Pavillon der Hoffnung), de Manfred Röben, um dos mais icónicos da Expo 2000.

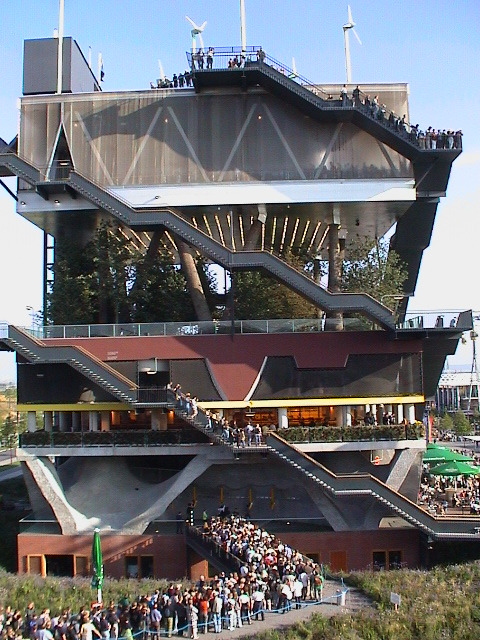
Pavilhão do Reino dos Países Baixos.

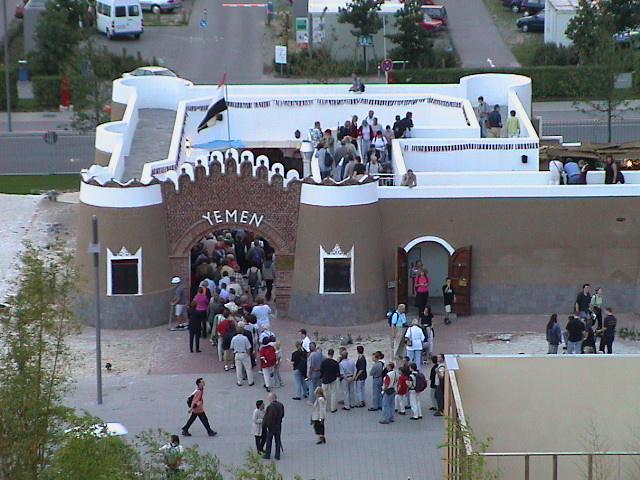
Pavilhão do Iémene.

A Exposição Universal de 2000, mais conhecida por Expo 2000, foi a primeira Exposição Universal realizada na Alemanha e decorreu de 1 de Junho a 31 de Outubro de 2000 no recinto de exposições da cidade de Hanôver (Messegelände Hannover), sob o lema "Humanidade, natureza e tecnologia - origem de um novo mundo" (em alemão: "Mensch, Natur und Technik – Eine neue Welt entsteht").

## Conceito
Na sequência de uma candidatura patrocinada pela República Federal da Alemanha, o Bureau Internacional de Exposições (BIE) decidiu por maioria a 14 de Junho de 1990, em reunião plenária realizada em Paris, escolher a cidade de Hanôver como sede da Expo 2000. Esta escolha implicou o afastamento da outra proposta finalista, apresentada pela cidade de Toronto (Canadá).
A candidatura vencedora fixava como objectivo lograr uma exposição que apresentasse visões para o futuro baseadas em modelos para o equilíbrio entre a humanidade, a natureza e a tecnologia capazes de servirem de modelo a soluções para a convivência sustentável de mais de 6 mil milhões de pessoas no planeta Terra. Com esse objectivo, o lema escolhido foi "Humanidade, natureza e tecnologia - origem de um novo mundo" (em alemão: "Mensch, Natur und Technik – Eine neue Welt entsteht").
Na estruturação da exposição, a entidade promotora optou pela construção de um parque temático com diversos pavilhões nos quais fossem apresentadas exposições alusivas aos principais problemas da vida actual (trabalho, educação, saúde, alimentação, ambiente, energia, necessidades básicas, conhecimento, mobilidade, século XXI) e a sua projecção no futuro.
A localização escolhida foi o recinto da Feira de Hanôver (Messegelände Hannover), a mais importante da Alemanha e uma das maiores do mundo, situado no bairro de Kronsberg, na parte sul da cidade. Inicialmente esperava-se que 100 ha disponíveis nos terrenos da Feira fossem suficientes, mas a afluência levou a que a oferta de espaço fosse ampliada utilizando terreno livre situado a sul da autoestrada Hanôver-Frankfurt. Esta opção levou a que a Expo 2000 ficasse repartida por duas zonas (norte e sul) unidas por uma ponte e um teleférico. No total foram utilizados 160 ha (100 na parte sul e 60 na parte norte), a que acrescem várias exposições satélite realizadas noutras cidades vizinhas, com destaque para Wilhelmshaven.
Muitos países e organizações participantes optaram pela construção de pavilhões especialmente concebidos para o evento, mas outros utilizaram as naves já existentes no recinto da Feira de Hanôver e estruturas distribuídas em zonas geográficas distintas (as exposições satélite). Em consequência dessas opções, só se tornou necessário construir cerca de 30% das instalações usadas, as quais no término da Expo tiveram que ser desmontadas, recicladas ou novamente reinstaladas em outra localização. Essa estratégia permitiu uma assinalável redução do impacte ambiental da Expo2000, fazendo dela a mais respeitadora do ambiente até à actualidade.
Uma faceta original da Expo 2000 foi a apresentação de projectos internacionais visando a melhoria da qualidade de vida no futuro e a sustentabilidade do desenvolvimento sócio-económico. A organização seleccionou 487 projectos sustentáveis, aplicáveis e eficazes, provenientes de 123 países, que foram reconhecidos como Projectos Oficiais da Expo 2000.

## Participantes
A Expo 2000 recebeu a participação de 155 países e 27 organizações internacionais, um número recorde, embora a falta de patrocínio financeiro tenha impedido os Estados Unidos da América de se fazerem representar.
Ao longo dos cinco meses que durou, a Expo 2000 recebeu cerca de 18 milhões de visitantes, um número muito inferior aos 40 milhões que a organização havia previsto. Face a essa previsão inicial, a Expo não teve nem metade da afluência esperada, tendo resultado num balanço geral negativo com ganhos exíguos para a maioria das empresas e organizações envolvidas.
Os factores que influenciaram esta baixa afluência foram o preço elevado das entradas (semanas depois da abertura tiveram que ser reduzidos), a pouca cobertura mediática recebida fora da Alemanha e o mau tempo reinante nos primeiros meses de funcionamento.

## Eventos
A quantidade e variedade dos eventos artísticos apresentados foi maior que a de qualquer das exposições precedentes. O programa cultural e de entretenimento inclui mais de 15 000 espectáculos, apresentações e exposições.

## Reutilização dos pavilhões
Alguns exemplos de uma boa reutilização ou reciclagem dos pavilhões da Expo 2000 são:
- A partir do "Pavilhão de Cristo" (Christus-Pavillon) foi construída uma réplica exacta na cidade de Volkenroda, Turíngia, para funcionar como mosteiro, sendo o original enviado para Oslo[1].
- O "Pavilhão da Alemanha" permanece no mesmo lugar, sendo utilizado como Centro de Informação e Comunicações da Feira de Hanôver.
- O "Pavilhão do México" foi recolocado em Braunschweig, funcionando como Biblioteca da Escola de Artes Gráficas.
- O "Pavilhão da Colômbia" foi transferido para um parque de Wolfsburg, onde é utilizado como restaurante, e o modelo original, à escala, está no Museu das Artes de Bogotá.
- O "Pavilhão da Irlanda" é actualmente o edifício de entrada da universidade de Dublin.
- O "Pavilhão da Suíça" foi desmontado e vendido na sua maior parte como madeira de construção.
- O "Pavilhão da Venezuela", desenhado pelo arquitecto Fruto Vivas, foi desmontado e enviado para a Venezuela em 2001, onde foi reinstalado entre 2007 e 2008 por empresas venezuelanas e pela empresa alemã Global Project Engineering GmbH na cidade de Barquisimeto e inaugurado em Outubro de 2009. No ano de 2006 foi reconstruída uma réplica exacta no recinto de Hanôver.
- O "Pavilhão da Espanha", desenhado pelos arquitectos espanhóis Antonio Cruz e Antonio Ortiz, ainda se conserva no recinto.